# L'Armée Brancaleone
Pour les articles homonymes, voir Brancaleone (homonymie).
Pour plus de détails, voir Fiche technique et Distribution.
L'Armée Brancaleone (titre original : L'armata Brancaleone) est un film italien réalisé par Mario Monicelli, sorti en 1966, et présenté en compétition au 19e festival de Cannes.
Il s'agit d'une farce médiévale avec Vittorio Gassman en rôle-titre, accompagné de Gian Maria Volontè, Enrico Maria Salerno et Catherine Spaak. Barbara Steele y fait une apparition.
Le succès considérable rencontré par l'armée Brancaleone a incité Mario Monicelli à lui donner une suite, Brancaleone s'en va-t'aux croisades, sortie en 1970.
Le personnage de Brancaleone a pu être perçu comme un Don Quichotte italien.

## Synopsis
Victime de bandits, le chevalier Arnolfo Main-de-Fer est laissé pour mort et dépouillé de ses biens par un groupe de paysans sans scrupule. Ceux-ci mettent la main sur un parchemin qui confère à celui qui le détient la possession du fief d'Aurocastro, dans les Pouilles.
Ils se mettent alors en quête d'un chevalier qui puisse prendre possession d'Aurocastro en leurs noms. Leur choix se porte sur Brancaleone da Norcia, chevalier incapable, déshérité et affublé d'un cheval jaune particulièrement peu coopératif.
Brancaleone et son armée de loqueteux entreprennent le long voyage vers leur fief, mais de nombreuses péripéties les attendent…

## Fiche technique
- Titre : L'armée Brancaléone
- Titre original : L'armata Brancaleone
- Réalisation : Mario Monicelli
- Scénario : Agenore Incrocci, Furio Scarpelli, Mario Monicelli
- Production : Mario Cecchi Gori
- Musique : Carlo Rustichelli
- Photographie : Carlo Di Palma
- Montage : Ruggero Mastroianni
- Décors : Piero Gherardi et Carlo Gervasi
- Costumes : Piero Gherardi
- Effets spéciaux : Armando Grilli
- Pays de production :  Italie, France, Espagne
- Format : Couleur - 2,35:1 - Mono - 35 mm
- Genre : Comédie
- Durée : 128 minutes
- Date de sortie : 1966

## Distribution
| - Vittorio Gassman (VF : Jean-Claude Michel) : Brancaleone de Norcia - Gian Maria Volontè : Teofilatto de Leonzi - Carlo Pisacane : Abacuc - Ugo Fangareggi : Mangold - Catherine Spaak : Matelda - Luigi Sangiorgi : Manuc - Folco Lulli : Pecoro - Barbara Steele : Teodora - Gianluigi Crescenzi : Taccone - Enrico Maria Salerno : Zenone | - Maria Grazia Buccella : La vedova - Pippo Starnazza : Piccioni - Fulvia Franco : Luisa - Tito García : Filuccio - Joaquín Díaz : Guccione - Luis Induni : Luigi di Sangi - Carlos Ronda : Enrico di Andrea - Juan C. Carlos : Aldo di Scaraffone - Alfio Caltabiano : Arnolfo Main-de-fer - Philippa de la Barre de Nanteuil : Isadora |

## Autour du film
Cette comédie loufoque traite le Moyen Âge sans aucune complaisance, tout y est tourné en ridicule qu'il s'agisse de la religion, de la paysannerie, de la chevalerie, des coutumes matrimoniales... Mario Monicelli montre une irrévérence sans borne. Mais même s'ils sont décrits sous un angle peu flatteur, les personnages de cette immense farce sont bien plus crédibles que les stéréotypes médiévaux créés au XIXe siècle.